# الاقتصاد في إسطنبول

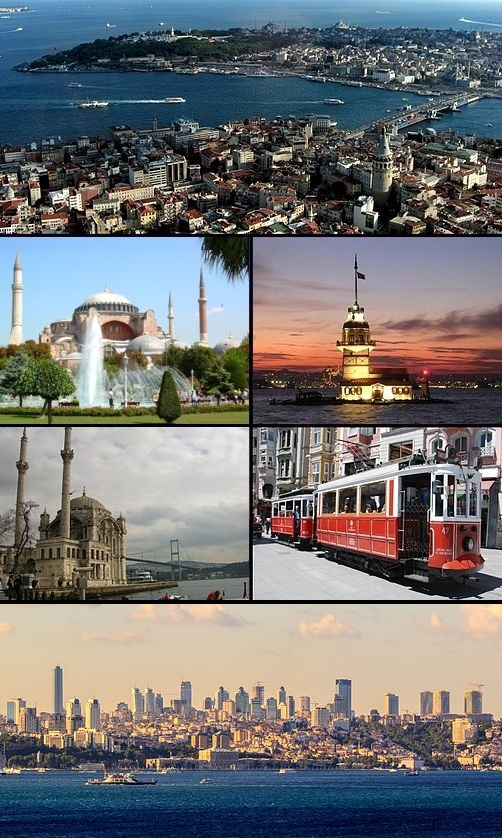

الاقتصاد في إسطنبول يغطي القضايا المتعلقة باقتصاد مدينة إسطنبول في تركيا.

## الخلفية
تاريخياً، كانت إسطنبول مركز الحياة الاقتصادية للبلاد بسبب موقعها كملتقى دولي لطرق التجارة البرية والبحرية. في عام 2012، بلغ الناتج المحلي الإجمالي لمدينة إسطنبول 332.4 مليار دولار.